# 平成15年台風第18号
平成15年台風第18号（へいせい15ねんたいふうだい18ごう、アジア名：パーマァ〔Parma、命名国：マカオ、意味：マカオ料理の名前〕）は、2003年（平成15年）10月に発生し、台風17号と相互作用を起こして太平洋上に完璧なループを描いた台風。極めて珍しく前例のない進路を取ったことが最大の特徴であり、複数の記録となった。

## 概要

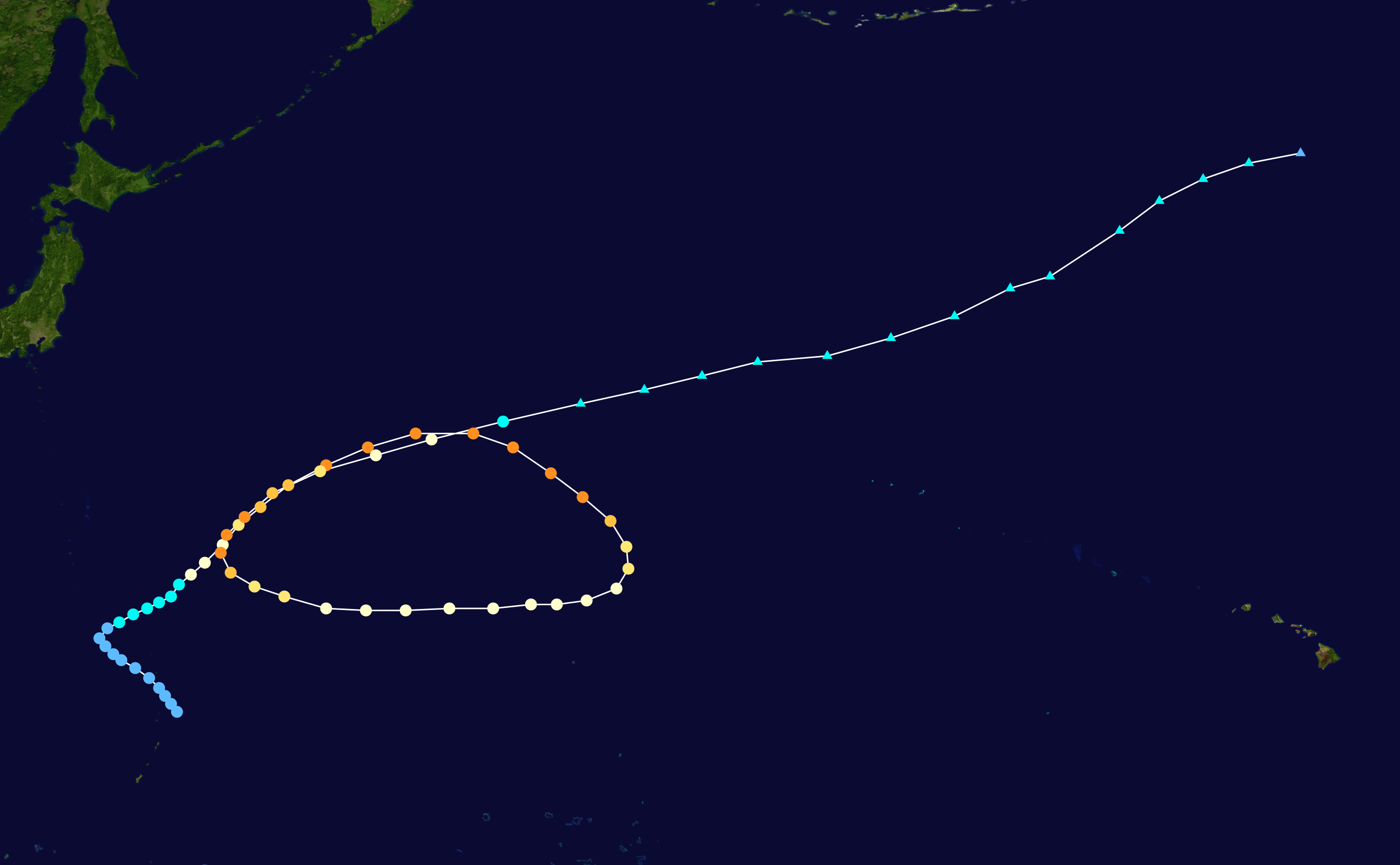
進路図

台風18号は10月21日に、日本のはるか南で発生した。その西には台風17号が控えており、相互作用が発生した。台風はそのまま北東へ進み、衰弱して温帯低気圧化するのではと予想されたが、突然南下をはじめ、偏東風に乗って西へ進み再発達。一時は中心気圧975hPa、最大風速30m/s（60kt）まで衰えていた勢力は中心気圧935hPa、最大風速45m/s（90kt）にまで盛り返した。再び同じルートを北東へ進み、その後、温帯低気圧に変わった。最盛期時の勢力は、中心気圧930hPa、最大風速は50m/s（95kt）だった。この台風は、太平洋高気圧の縁を一週間程かけて一周したために、こうした異例の進路を辿ったものである。そして、この複雑な進路のために、この台風の南下幅は緯度にして8.9度と、1951年の統計開始以降で第1位となったほか、総移動距離も史上3位の長さとなった。
このような台風は過去数十年間一度も発生しておらず、太平洋上で1周した台風として、日本に全く被害を与えなかったにもかかわらず、有名な台風となった。
| 順位 | 名称               | 国際名    | 年     | 南下幅 (緯度) |
| ---- | ------------------ | --------- | ------ | ------------- |
| 1    | 平成15年台風第18号 | Parma     | 2003年 | 8.9           |
| 2    | 平成29年台風第5号  | Noru      | 2017年 | 8.2           |
| 3    | 平成5年台風第27号  | Manny     | 1993年 | 7.5           |
| 3    | 平成16年台風第25号 | Muifa     | 2004年 | 7.5           |
| 5    | 昭和61年台風第14号 | Wayne     | 1986年 | 6.9           |
| 6    | 平成12年台風第15号 | Bopha     | 2000年 | 6.7           |
| 7    | 平成3年台風第20号  | Nat       | 1991年 | 6.6           |
| 8    | 平成8年台風第25号  | Ernie     | 1996年 | 6.4           |
| 9    | 平成30年台風第12号 | Jongdari  | 2018年 | 6.3           |
| 10   | 昭和39年台風第14号 | Kathy     | 1964年 | 6.2           |
| 10   | 昭和52年台風第12号 | Dinath    | 1977年 | 6.2           |
| 10   | 昭和59年台風第25号 | Bill      | 1984年 | 6.2           |
| 10   | 令和4年台風第11号  | Hinnamnor | 2022年 | 6.2           |